# O Jesus Krist, sann Gud och man
O Jesus Krist, sann Gud och man (tyska: Herr Jesu Christ, wahr Mensch und Gott, latin: Jesu fiens honom affixus es patibulo) är en tysk begravningspsalm skriven av Paul Eber med 12 verser. Texten översattes till svenska av Petrus Johannis Gothus och fick en ny melodi. Psalmen i den svenska översättningen har 8 verser.
|  |
|  |

## Publicerad i
- Den svenska psalmboken 1694 som nummer 448 under rubriken "Död- och Begrafnings Psalmer".
- 1695 års psalmbok som nummer 383 under rubriken "Dödz- och Begrafningz-Psalmer".[1]
- Den svenska psalmboken 1819 som nummer 469 under rubriken "Med avseende på de yttersta tingen: Kristlig bön om en salig ändalykt och stilla hängivenhet under Guds vilja".
- Den svenska psalmboken 1937 som nummer 553 under rubriken "Det kristna hoppet inför döden".